# Зедльмайр, Вальтер
Ва́льтер Зе́дльмайр (нем. Walter Sedlmayr; 6 января 1926, Мюнхен — 14 июля 1990, Мюнхен) — популярный баварский характерный актёр. Характерный актёр.

## Биография
Сын торговца табаком и домохозяйки, по причине плохой успеваемости в детстве поменял много школ. Незадолго до окончания школы в 1945 году был отправлен на фронт зенитчиком. По возвращении служил в нескольких мюнхенских театрах. В Мюнхенском камерном театре Зедльмайр прослужил более 25 лет, так и не сыграв на его сцене ни одной главной роли. В 1940-50-е годы снялся в многочисленных германских фильмах, преимущественно в небольших эпизодических ролях рядом с такими звёздами, как Хайнц Рюман, Лизелотта Пульвер и О. В. Фишер.
В 1971 году в доме Зедльмайра в Фельдмохинге была обнаружена незадолго до этого украденная из Блютенбургского замка старинная деревянная скульптура «Блютенбургская мадонна». Зедльмайр, уже прочно обосновавшийся в актёрской обойме Райнера Вернера Фасбиндера, провёл пять дней в следственном изоляторе по подозрению в краже и укрывательстве краденого. Через два года он был полностью реабилитирован земельным судом Мюнхена. Криминальная история молниеносно превратила актёра в знаменитость и принесла ему более крупные роли, в том числе специально для него написанную главную роль в фильме Ханса-Юргена Зиберберга «Теодор Хирнайс, или Как стать бывшим придворным поваром», которая ознаменовала перелом в актёрской карьере Зедльмайра.
В последующие годы Вальтер Зедльмайр снимался в нескольких телесериалах. Особую популярность ему обеспечила роль в сериале «Инспекция полиции 1» в 1977—1988 годах, где его партнёрами выступили Уши Глас и Эльмар Веппер. Зедльмайр также снимался в документальных фильмах и рекламе. С 1980-х годов и до своей смерти Вальтер Зедльмайр также работал на Баварском радио и вёл еженедельные программы.
Вальтер Зедльмайр проживал в одном доме со своей матерью вплоть до её смерти в 1988 году. Благодаря кинематографу, рекламе, полученному наследству, сделкам с антиквариатом, предметами искусства и объектами недвижимости Вальтер Зедльмайр накопил многомиллионное состояние. В феврале 1989 года Зедльмайр, обеспокоенный упадком мюнхенской традиционной гастрономии и засильем полуфабрикатов, открыл в Мюнхене недалеко от Виктуалиенмаркта трактир Beim Sedlmayr («У Зедльмайра»), назначив управляющим своего приёмного сына. В мае 1990 года у них произошла ссора в связи с тем, что Зедльмайр обвинил приёмного сына в мошенничестве.

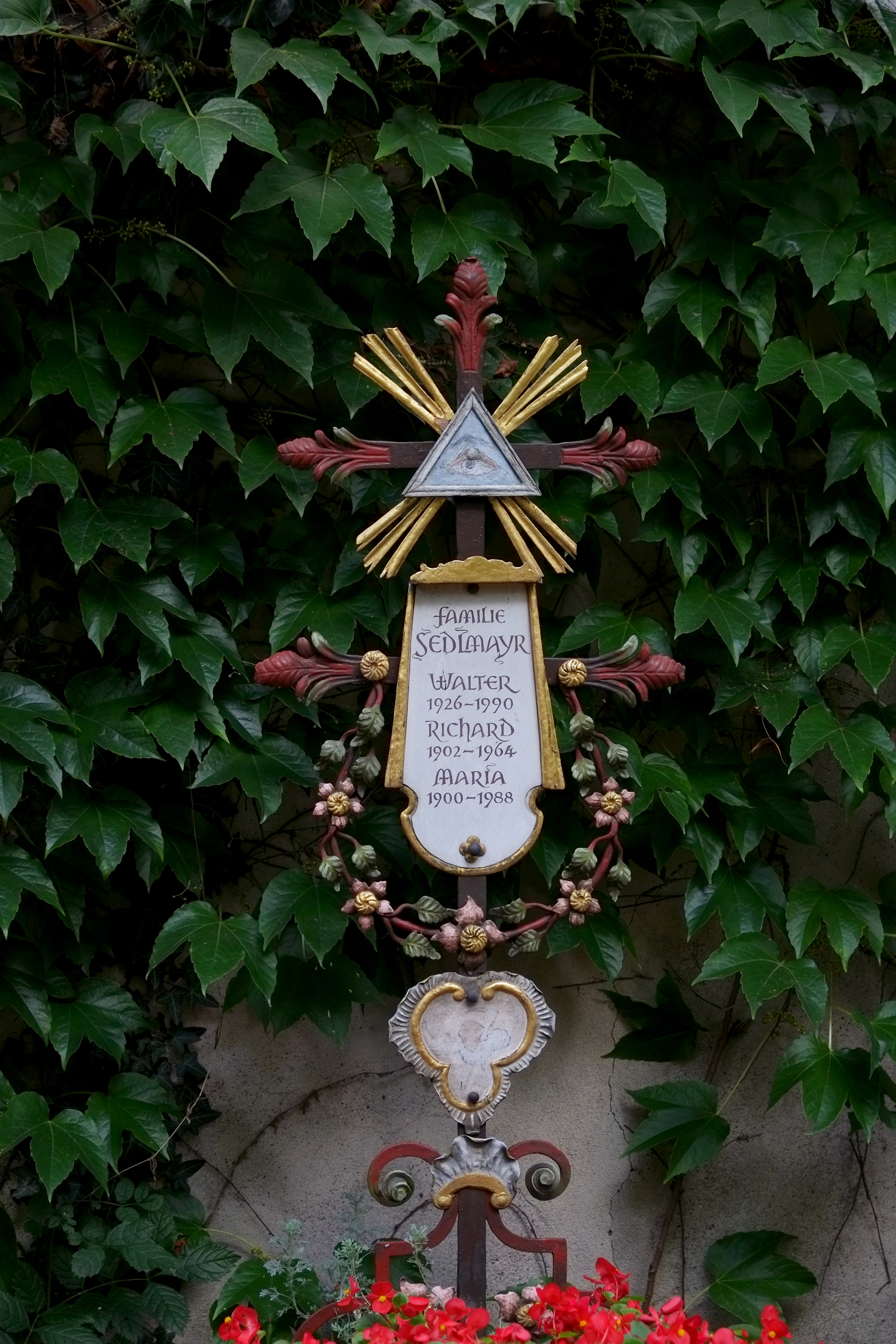
Семейная могила Зедльмайров на Богенхаузенском кладбище

### Убийство
В июле 1990 года личный секретарь Зедльмайра обнаружил своего шефа убитым в спальне его дома. Позднее следствием было установлено, что Зедльмайру были нанесены многочисленные ножевые ранения в шею и почки, а затем смертельный удар молотком. В результате следственных действий достоянием общественности стала личная жизнь популярного актёра. Как выяснилось, Зедльмайр вёл двойную жизнь и тщательно скрывал свои гомосексуальные наклонности и садомазохистские сексуальные пристрастия. У следствия было несколько версий по поводу убийства актёра. Первоначально убийцу искали в среде проституции, но вскоре выяснилось, что садомазохистские обстоятельства смерти актёра были инсценировкой. Затем подозрения пали на личного секретаря из-за того, что он по-дилетантски сфальсифицировал завещание Зедльмайра уже после его смерти. 21 мая 1991 года были арестованы сводные братья Вольфганг Верле и Манфред Лаубер. Невеста одного из преступников призналась осведомителю полиции в том, что оружие убийства было взято в её доме, но затем отказалась от этих показаний. Один из братьев оказался приёмным сыном Вальтера Зедльмайра. Мотивы преступления до сих пор остаются неясными. Все прошения о пересмотре уголовного дела были отклонены, несмотря на то, что в 2005 году адвокатами осуждённых были представлены новые обстоятельства: показания уборщицы и отпечатки пальцев некоего ранее осуждённого человека на дверном проёме, свидетельствующие о его пребывании в доме Зедльмайра. После смерти Зедльмайра этот имевший криминальное прошлое человек бежал в Испанию. В начале августа 2007 года один из осуждённых за убийство Зедльмайра был отпущен на свободу, отбыв в заключении 16 лет. Второй осуждённый был условно отпущен на свободу в январе 2008 года. 
В 2009 году Верле и Лаубер подавали иски с требованием удалить упоминания их имён из интернет-архивов, в котором им было отказано. Адвокаты осуждённых также обращались с аналогичным требованием в Фонд Викимедиа и также получили отказ. Дело дошло до ЕСПЧ, который поддержал решения германских судов
Останки Зедльмайра были кремированы и захоронены на Богенхаузенском кладбище в Мюнхене.

## Кино
| - 1949: Die drei Dorfheiligen - 1951: Heidelberger Romanze - 1952: Jede Frau kann zaubern - 1952: Zwei Menschen - 1952: Der Weibertausch - 1952: Der Hergottschnitzer von Ammergau - 1953: Ehestreik - 1953: Die Mühle im Schwarzwäldertal - 1954: Die kleine Stadt will Schlafen gehen - 1954: Rosen-Resli - 1955: Ich weiß, wofür ich lebe - 1955: Der Frontgockel - 1955: Königswalzer - 1955: Drei Mädels vom Rhein - 1956: Hilfe — sie liebt mich - 1957: Der Jäger von Fall - 1957: Heiraten verboten - 1958: Der Pauker - 1959: Der Schäfer vom Trutzberg - 1959: Dorothea Angermann - 1959: Menschen im Netz - 1959: Будденброки / Buddenbrooks - 1960: Ein gewisses Röcheln - 1961: Der jüngste Tag - 1962: Einen Jux will er sich machen - 1964: Bei Tag und Nacht - 1965: Radetzkymarsch - 1965: Die fromme Helene - 1966: Italienische Nacht - 1966: Magdalena - 1969: Frei bis zum nächsten Mal - 1969: Der Rückfall - 1970: Baal | - 1970: Mathias Kneissl - 1970: Поездка в Никласхаузен / Niklashauser Fart - 1970: Das Glöcklein unterm Himmelbett - 1971: Рио дас Мортес / Rio das Mortes - 1971: Сапёры в Ингольштадте / Pioniere in Ingolstadt - 1972: Торговец четырёх времён года / Händler der vier Jahreszeiten - 1972: Die Moral der Ruth Halbfass - 1972: Strohfeuer - 1972: Бременская свобода / Bremer Freiheit - 1973: Theodor Hierneis oder Wie man ehem. Hofkoch wird - 1973: Эксперты / Die Sachverständigen - 1973: Мир на проводе / Welt am Draht - 1973: Steig ein und stirb - 1973: Die Schießübung - 1974: Der gestohlene Himmel - 1974: Die Reform - 1974: Die Kurpfuscherin - 1974: Страх съедает душу / Angst essen Seele auf - 1974: Das Andechser Gefühl - 1974: Die Ameisen kommen - 1974: Деррик / Derrick: Waldweg - 1974: Der gestohlene Himmel - 1975: Ein deutsches Attentat - 1975: Кулачное право свободы / Faustrecht der Freiheit - 1975: Лина Браке / Lina Braake - 1975: Холодная кровь / Das Amulett des Todes - 1976: Hände gut alles gut - 1976: Der verkaufte Großvater - 1977: Zeit der Bewährung - 1977: Die Jugendstreiche des Knaben Karl - 1979: Anton Sittinger - 1981: Mein Freund, der Scheich - 1984: Rambo Zambo |

## Телевидение
| - 1964: Das Kriminalmuseum — Der stumme Kronzeuge - 1964: Das Kriminalmuseum — Gesucht: Reisebegleiter - 1964: Das Kriminalmuseum — Akte Dr. W. - 1964: Das Kriminalmuseum — Tödliches Schach - 1966: Hafenpolizei — Die Pokerpartie - 1968: Der Staudamm - 1978: Das Kriminalmuseum — Der Scheck - 1970: Das Kriminalmuseum — Wer klingelt schon zur Fernsehzeit - 1972: Место преступления / Tatort — Münchner Kindl - 1972: Acht Stunden sind kein Tag - 1973: Der Kommissar — Ein Funken in der Kälte - 1973: Tatort — Tote brauchen keine Wohnung - 1973: Drei Partner - 1973—1975: Деррик / Derrick - 1973—1980: Münchner Nachmittag - 1974: Münchner Geschichten - 1974: Der Herr Kottnik | - 1974—1975: Spannagl & Sohn - 1974: Der Kommissar — Tod eines Landstreichers - 1975: Der Kommissar — Das goldene Pflaster - 1975: Der Kommissar — Ein Mord auf dem Lande - 1976—1982: Reisen mit Walter Sedlmayr - 1976—1979: Vater Seidl und sein Sohn - 1976: Alle Jahre wieder: Die Familie Semmeling - 1977—1988: Polizeiinspektion 1 - 1978—1980: Der Alte - 1979 и 1986/1987: Der Millionenbauer - 1982—1990: Auf dem Nockherberg - 1983: Monaco Franze — Der ewige Stenz - 1983: Der nächste, bitte! - 1983—1985: Наши прекрасные годы / Unsere schönsten Jahre - 1983—1986: Walter Sedlmayrs Fernseh-Illustrierte - 1986—1987: Der Schwammerlkönig - 1988: Eichbergers besondere Fälle |